# 清流站
清流站，位于中华人民共和国福建省三明市清流县龙津镇，是兴泉铁路和清冠铁路上的火车站。

## 概况
清流站为线侧平式车站，总建筑面积为4998.16㎡，候车大厅面积约1800平方米；主体结构采用钢筋混凝土框架结构，主体屋面为钢网架结构，建筑高度15.65m，最高聚集人员800人，车站规模为2台5线，中间站台1座，旅客地道1座。
车站设计吸收了清流本地元素和传统建筑元素，将清流水上浮花与碧水萦洄意境相融合，建成以后将成为清流县的标志性建筑。
车站于2021年9月30日，随兴泉铁路（兴国至泉州段）与清冠铁路通车启用，结束了清流不通客货铁路的历史，有利推动当地经济社会发展。